# Austria na Letnich Igrzyskach Olimpijskich 1956
Austrię na Letnich Igrzyskach Olimpijskich 1956 reprezentowało 29 zawodników.

## Zdobyte medale
| Medal | Zawodnik                        | Dyscyplina  | Konkurencja         |
| ----- | ------------------------------- | ----------- | ------------------- |
| Brąz  | Max Raub Herbert Wiedermann     | Kajakarstwo | K2 1000 m           |
| Brąz  | Alfred Sageder Josef Kloimstein | Wioślarstwo | dwójka bez sternika |